# 岩崎健一郎
岩崎健一郎（いわさきけんいちろう、1984年 - ）は、日本の起業家。

## 人物・経歴
東京都出身。東京都立武蔵高等学校卒業。2008年東京大学理学部生物化学科卒業、学士（理学）の学位を取得。2010年東京大学大学院学際情報学府総合分析情報学コース修士課程修了、修士（学際情報学）の学位を取得。在学中、未踏ソフトウエア創造事業に採択され研究開発とプロジェクトマネジメントを学ぶ。
その後、アクセンチュア、理化学研究所を経て、H2L株式会社を共同創業。2013年に代表取締役就任。研究とビジネスの両輪を駆動する研究者/起業家として、研究シーズの事業化による産業クラスター「シリコンリーフ」形成を目指している。2023年現在、インサウンド株式会社代表取締役。
暦本純一研究室出身。